# Tibellus bruneitarsis
Tibellus bruneitarsis är en spindelart som beskrevs av Lawrence 1952. Tibellus bruneitarsis ingår i släktet Tibellus och familjen snabblöparspindlar. Inga underarter finns listade i Catalogue of Life.